# Mark Tonelli
Mark Lyndon Tonelli (ur. 13 kwietnia 1957 w Ipswich jako Mark Lyndon Leembruggen) – australijski pływak pochodzenia holenderskiego, złoty medalista olimpijski i wicemistrz świata.
Specjalizował się w stylu grzbietowym. Wystartował na igrzyskach olimpijskich w Montrealu, gdzie był między innymi czwarty na 200 m stylem grzbietowym. Walkę o medal przegrał z Danem Harriganem z USA. Na rozgrywanych cztery lata później igrzyskach olimpijskich w Moskwie zdobył złoty medal w sztafecie 4 × 100 m stylem zmiennym. Był także siódmy w sztafecie 4 × 200 m stylem dowolnym oraz na 100 m stylem grzbietowym.
Na igrzyskach Brytyjskiej Wspólnoty Narodów w Christchurch w 1974 roku zdobył złoto na 100 m i srebro na 200 m stylem grzbietowym oraz kolejne srebro w sztafecie 4 × 100 m stylem zmiennym. W 1975 roku zdobył również srebrny medal na 200 m stylem grzbietowym, przegrywając tylko z Węgrem Zoltánem Verrasztó.